# Peugeot 5008
Peugeot 5008 är en MPV-modell från Peugeot tillverkad sedan 2009. Modellen erbjuds med bensinmotor på 1,6 liter med eller utan turbo samt med 1,6 och 2,0 liters dieselmotorer, med eller utan mcp-växellåda.

## Motoralternativ
| Modell  | Årsmodell | Motor                   | Cylindervolym | Effekt | Vridmoment | Bränslesystem             |
| ------- | --------- | ----------------------- | ------------- | ------ | ---------- | ------------------------- |
| 1.6 VTi | 2010-     | 4-cyl radmotor DOHC 16V | 1598 cm³      | 120 hk | 160 Nm     | Bränsleinsprutning        |
| 1.6 THP | 2010-     | 4-cyl radmotor DOHC 16V | 1598 cm³      | 156 hk | 240 Nm     | Bränsleinsprutning, turbo |
| 1.6 HDi | 2010      | 4-cyl radmotor DOHC 16V | 1560 cm³      | 109 hk | 240 Nm     | Turbodiesel               |
| 1.6 HDi | 2011-     | 4-cyl radmotor SOHC 8V  | 1560 cm³      | 112 hk | 270 Nm     | Turbodiesel               |
| 2.0 HDi | 2010-     | 4-cyl radmotor DOHC 16V | 1997 cm³      | 150 hk | 320 Nm     | Turbodiesel               |
| 2.0 HDi | 2010-     | 4-cyl radmotor DOHC 16V | 1997 cm³      | 163 hk | 340 Nm     | Turbodiesel               |